# Picture Disc Box Set
Picture Disc Box Set är en albumbox av norska black metal-bandet Satyricon, som gavs ut 1998. Boxen innehåller fullängdsalbumen Dark Medieval Times, The Shadowthrone och Nemesis Divina, utgivna på LP. Boxen är begränsad till 1000 exemplar och är 2 timmar 15 minuter och 20 sekunder lång.

## Låtförteckning

### Dark Medieval Times
1. "Walk the Path of Sorrow" – 8:18
2. "Dark Medieval Times" – 8:12
3. "Skyggedans" – 3:55
4. "Min hyllest til binterland" – 4:30
5. "Into the Mighty Forest" – 6:19
6. "The Dark Castle in the Deep Forest" – 6:23
7. "Taakeslottet" – 5:54

### The Shadowthrone
1. "Hvite Krists død" – 8:27
2. "In the Mist by the Hills" – 8:01
3. "Woods to Eternity" – 6:13
4. "Vikingland" – 5:14
5. "Dominions of Satyricon" – 9:25
6. "The King of the Shadowthrone" – 6:14
7. "I en svart kiste" – 5:24

### Nemesis Divina
1. "The Dawn of a New Age" – 7:27
2. "Forhekset" – 4:32
3. "Mother North" – 6:25
4. "Du som hater Gud" – 4:22
5. "Immortality Passion" – 8:23
6. "Nemesis Divina" – 6:55
7. "Transcendental Requiem of Slaves" – 4:44

## Medverkande

### Dark Medieval Times
Musiker (Satyricon-medlemmar)
- Satyr (Sigurd Wongraven) – sång, akustisk gitarr, elgitarr, basgitarr
- Frost (Kjetil-Vidar Haraldstad) – trummor

Bidragande musiker
- Torden (Tord Vardøen) – keyboard
- Lemarchand (Håvard Jørgensen) – gitarr (okrediterad)
- Lars Pedersen – låtskrivning (förspelet i spår 1 är från musikgruppen When's låt "Death in the Blue Lake")

Produktion
- Satyr – producent, ljudtekniker
- Jannicke Wiese-Hansen – omslagskonst

### The Shadowthrone
Musiker (Satyricon-medlemmar)
- Satyr (Sigurd Wongraven) – sång, akustisk gitarr, elgitarr, keyboard
- Frost (Kjetil-Vidar Haraldstad) – trummor
- Samoth (Tomas Haugen) – basgitarr, gitarr

Bidragande musiker
- S. S. (Steinar Sverd Johnsen) – keyboard, piano

Produktion
- Satyr – producent, omslagskonst, logo, foto
- K. Moen – ljudtekniker
- Nofagem – omslagsdesign
- Frost – logo

### Nemesis Divina
Musiker (Satyricon-medlemmar)
- Satyr (Sigurd Wongraven) – gitarr, basgitarr, sång
- Frost (Kjetil-Vidar Haraldstad) – trummor
- Kveldulv (Ted Arvid Skjellum, också känd som Nocturno Culto) – gitarr

Bidragande musiker
- Nebelhexë (Andrea Meyer-Haugen från Hagalaz Runedance) – berättare (spår 1)
- Gylve Nagell (Fenriz från Darkthrone) – trummor (spår 4, 5), text (spår4)
- Tomas Haugen (Samoth från Emperor) - trummor (spår 1)
- Bratland (Geir Bratland) – synthesizer, grand piano

Produktion
- Satyr – producent, ljudtekniker, ljudmix, omslagsdesign, omslagskonst, logo
- Odd H Jensen – ljudtekniker, ljudmix
- Kai Robøle – ljudtekniker, ljudmix
- Frost – logo
- Union of Lost Souls – omslagsdesign, logo
- Stein Løken – omslagskonst
- Per Heimly – foto
- Anne Cecilie – make up